# Friedrich Siller
Friedrich Siller (* 12. September 1873 in Ludwigsburg; † 25. Juni 1942 ebenda) war ein deutscher Politiker (DNVP, Wirtschaftspartei).

## Leben und Wirken
Siller besuchte das Lyzeum in Ludwigsburg. Anschließend wurde er von 1890 bis 1892 an der Baugewerksschule und von 1892 bis 1895 die Kunstgewerbeschule in Stuttgart ausgebildet. 1897 wurde er Betriebsleiter in Frankfurt am Main. Ab 1900 war er Inhaber einer mechanischen Schreinerei in Ludwigsburg. Im selben Jahr heiratete er. Um die Jahrhundertwende begann er sich zudem als Berufsverbandsfunktionär zu betätigen und übernahm den Vorsitz des Landesverbandes der Schreinermeister für Württemberg und Hohenzollern. 1908 wurde er Mitglied des Bürgerausschusses von Ludwigsburg. Außerdem war er Vorstandsmitglied der Handwerkskammer Stuttgart.
Nach dem Ersten Weltkrieg wurde Siller Mitglied der DNVP. 1919 wurde er Mitglied des Gemeinderates von Ludwigsburg. Von 1920 bis 1924 gehörte er für diese dem Landtag von Württemberg an.
Im Mai 1924 wurde er als Kandidat seiner Partei für den Wahlkreis 31 (Württemberg) in den Reichstag gewählt, ebenso im Dezember 1924. Bei der Wahl im Mai 1928 verlor er sein Mandat. Er wechselte zur Wirtschaftspartei und kam auf ihrer Liste im September 1930 erneut ins Parlament. Im Juli 1932 schied er endgültig aus dem Reichstag aus.
Eine sozialdemokratische Schrift aus dem Jahr 1928 unterstellte Siller, er habe sich zusammen mit dem Abgeordneten Herkommer des Vergehens der erschwerten Untreue schuldig gemacht.

## Schriften
- Die Hauszinssteuer (= Deutschnationale Flugschrift der Deutschnationalen Schriftenvertriebsstelle. 279, ZDB-ID 574862-8 = Schriftenreihe des Reichsmittelstands-Ausschusses der deutschnationalen Volkspartei. 6). Deutschnationale Schriftenvertriebsstelle, Berlin 1927.